# Niedrigschallschutzwand

Reflexion von Schallwellen an einer Niedrigschallschutzwand

Eine Niedrigschallschutzwand, auch Niedriglärmschutzwand oder Mini-Schallschutzwand stellt eine Maßnahme zur Reduzierung von Schienenverkehrslärm dar. Da ein großer Teil der Schallemissionen eines Schienenfahrzeugs im Kontakt zwischen Radsatz und Schiene entsteht, wird die Niedrigschallschutzwand möglichst nahe des Gleises errichtet, um die Ausbreitung des Schalls zu behindern. 

## Wirkungsweise

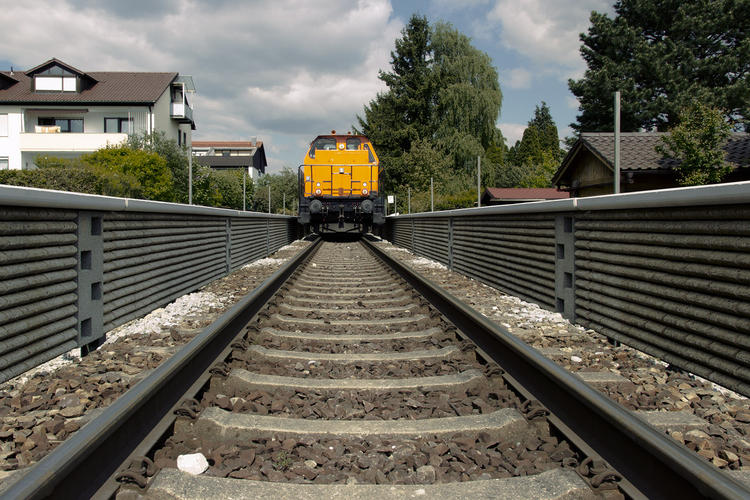
Niedrigschallschutzwände an einer eingleisigen Strecke

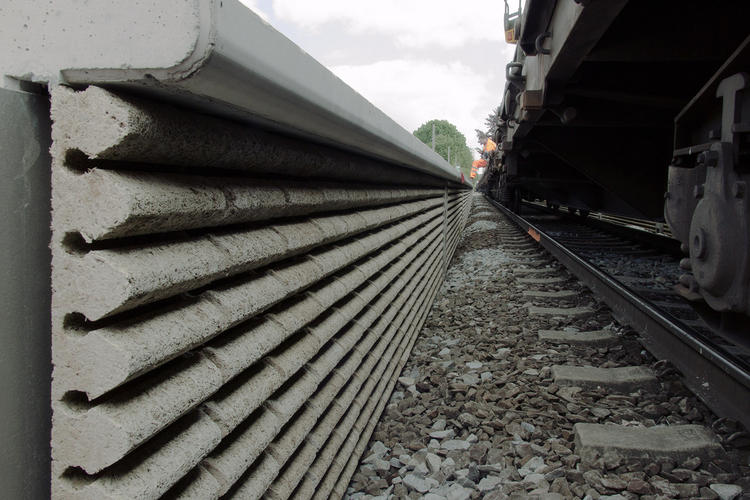
Querschnitt einer Niedrigschallschutzwand aus Beton

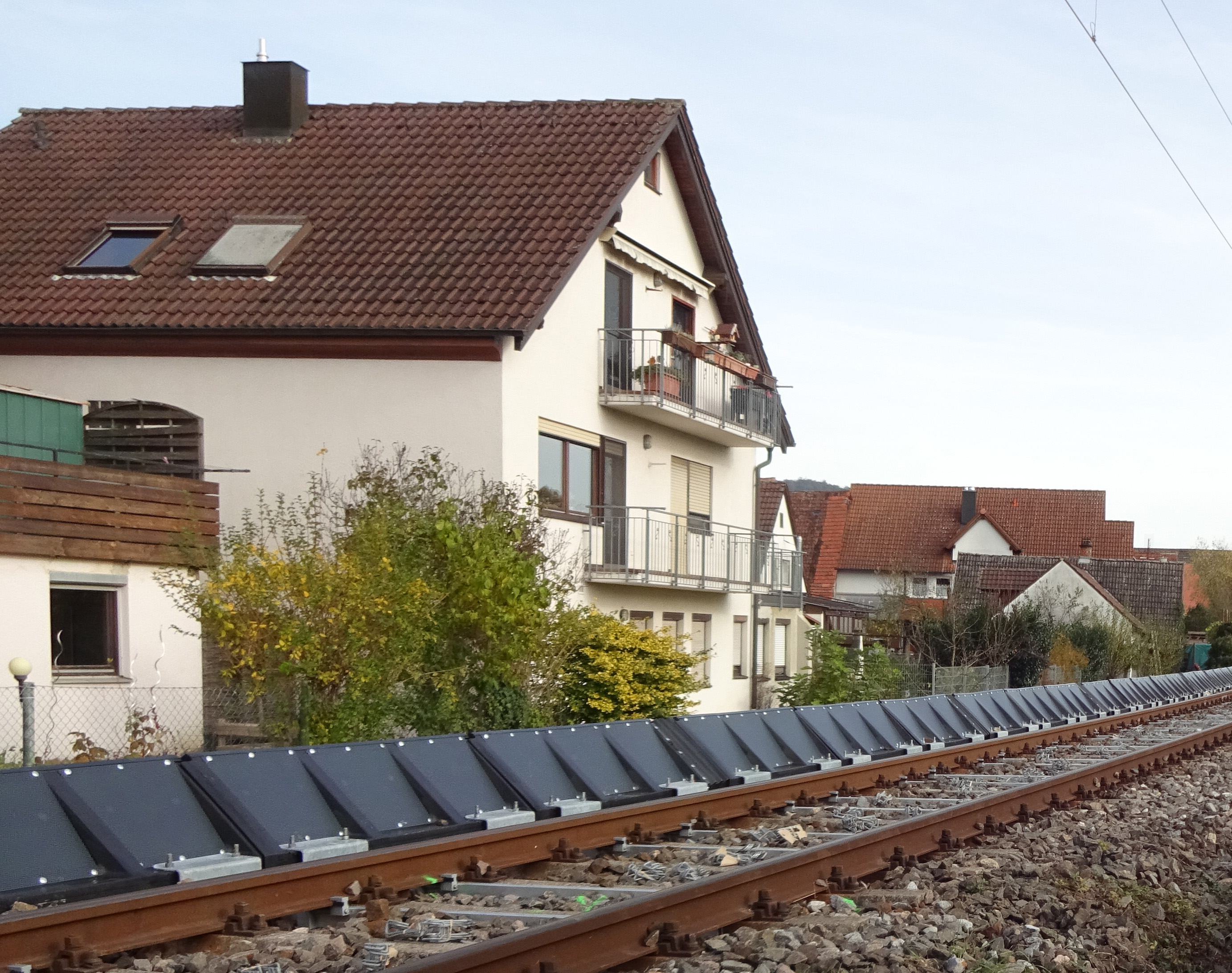
Mini-Schallschutzwand im Wohngebiet

Niedrigschallschutzwände haben eine Höhe von 30 bis 80 Zentimetern und werden in unmittelbarer Nähe zum Gleis aufgestellt. Da der Regellichtraum nach Eisenbahn-Bau- und Betriebsordnung kein Rechteck darstellt, sondern sich nach unten verjüngt, können Niedrigschallschutzwände bis zu einer Höhe von 36 Zentimetern sogar unterhalb der Seitenwände eines Schienenfahrzeugs angebracht werden. Durch diese Nähe zur Schallquelle hat eine Niedrigschallschutzwand eine höhere Luftschallabschirmungswirkung als eine konventionelle, zwei bis drei Meter hohe Lärmschutzwand.
Die Wirkung einer Niedrigschallschutzwand basiert auf zwei physikalischen Prinzipien: Absorption und Reflexion. Durch die Wahl geeigneter Materialien wie Kunststoff und einem entsprechenden Dämmmaterial werden Schallwellen von der Niedrigschallschutzwand aufgenommen und gelangen so nicht mehr in die Umgebung. Darüber hinaus wird ein Teil der Schallwellen in das Gleisbett reflektiert, wo sie wiederum vom Schotter absorbiert werden. Daher bringen geneigte Konstruktionen eine höhere Effektivität mit sich als kastenförmige. Theoretisch lassen sich für einen Empfänger in 10 Metern Entfernung Lärmreduktionen von bis zu 5 dB bei Fester Fahrbahn und bis zu 7 dB bei Schotteroberbau erreichen.

## Vergleich mit konventionellen Lärmschutzwänden

Vergleich der Luftschallabschirmung einer Niedrigschallschutzwand (blau) und einer 2 m hohen Lärmschutzwand (grün)

### Vorteile
Die Vorteile von Niedrigschallschutzwänden gegenüber konventionellen Lärmschutzwänden sind:
- Universelle Anwendbarkeit: Durch ihre geringe Bauhöhe können Niedrigschallschutzwände auch an Orten aufgestellt werden, an denen hohe Lärmschutzwände nicht in das Stadtbild integrierbar sind oder gegen Denkmalschutzverordnungen verstoßen würden.[2]
- Liegt zwischen konventionellen Lärmschutzwänden und dem Empfänger eine weitere Schallquelle, beispielsweise eine Straße, wird der Straßenlärm durch die Lärmschutzwand oftmals verstärkt. Dieser Effekt entfällt bei Niedrigschallschutzwänden.[2]
- Durch die Nähe zum Gleis und die Möglichkeit der Aufstellung auch zwischen zwei Gleisen[3] ist der Winkel, unter dem Schallwellen über eine Niedrigschallschutzwand gelangen können, häufig niedriger als der vergleichbare Winkel bei einer konventionellen Lärmschutzwand. Dadurch gelangen weniger Schallwellen in die Umgebung. Besonders bei vielen nebeneinanderliegenden Gleisen ist dieser Effekt wichtig: Um den Schall auch weiter entfernter Gleise abschirmen zu können, müssen konventionelle Lärmschutzwände am Streckenrand bis zu sechs Meter Höhe aufweisen.[4][5]
- keine Behinderung der Sicht der Zugpassagiere

### Nachteile
Niedrigschallschutzwände bringen auch Nachteile mit sich:
- Eine Niedrigschallschutzwand dämmt lediglich das Rollgeräusch eines Zuges ein. Aerodynamische Geräusche und Antriebsgeräusche, beispielsweise durch den Motor einer Lokomotive, gelangen weiterhin in die Umgebung. Die Effektivität von Niedrigschallschutzwänden ist daher in der Praxis, besonders bei nur einseitiger Anwendung auf zweigleisigen Strecken, geringer als die von hohen Lärmschutzwänden.[3]
- Sollte nach einem eventuellen Eisenbahnunfall ein schnelles Verlassen des Gleisbereichs vonnöten sein, können Niedrigschallschutzwände Hindernisse darstellen. Um dies zu verhindern, schreiben die Unfallverhütungsvorschriften Notübertritte vor. Diese Notübertritte behindern die Funktion der Niedrigschallschutzwand.[1]
- Niedrigschallschutzwände können ihre Wirkung nur dann entfalten, wenn ihre Position sich stark dem Lichtraumprofil annähert. Damit werden sie zum Hindernis bei Reparaturen. Züge mit Lademaßüberschreitung können die Strecke möglicherweise nicht mehr befahren. Eine Lösung sind bei Bedarf hydraulisch wegklappbare Niedrigschallschutzwände.[6]
- An jeder Oberkante einer Lärmschutzwand treten Beugungseffekte auf. Bei Niedrigschallschutzwänden ist diese Oberkante auf geringerer Höhe als bei konventionellen Lärmschutzwänden.

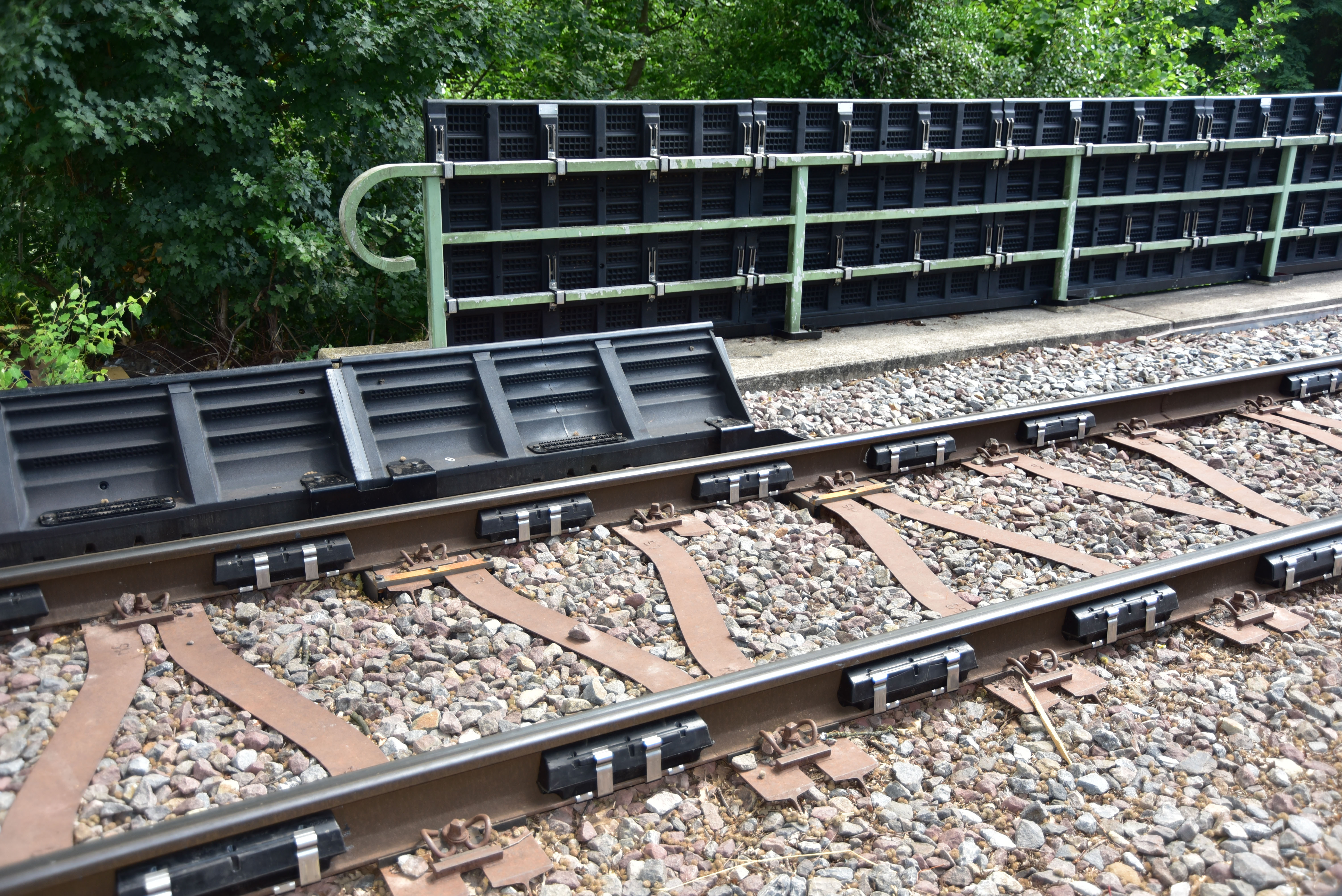
Kombination aus Schienenstegdämpfern, Niedrigschallschutzwänden und Schallschutzplatten an Brückengeländern

## Anwendung

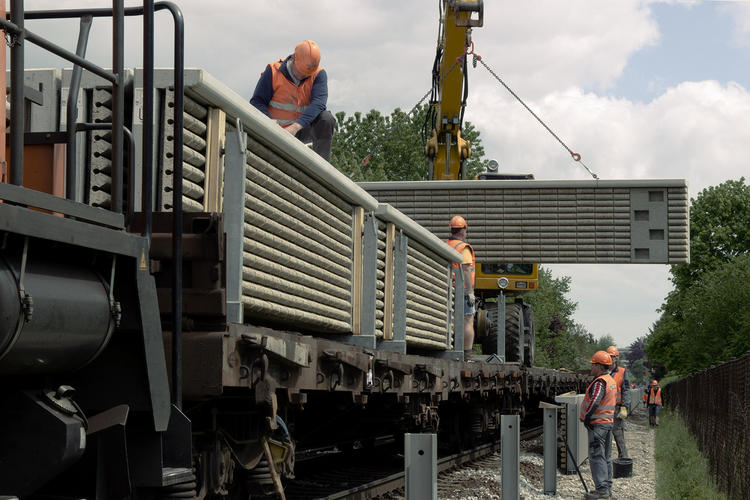
Montage von Niedrigschallschutzwänden

Im März 2007 führte das Karlsruher Institut für Technologie eine dreitägige Messreihe durch, bei der in Rheinstetten die Lärmemissionen von Zügen der Stadtbahn Karlsruhe mit und ohne Niedrigschallschutzwände verglichen wurden. Die Messungen ergaben eine Verringerung der Lautstärke um 5 dB. Allerdings war der Zug, an dem die Messung mit Niedrigschallschutzwand durchgeführt wurde, 5,2 km/h langsamer als der Zug, dessen Lärmemissionen ohne Schallschutz gemessen wurden.
In den Jahren 2011 und 2012 wurden an verschiedenen Streckenabschnitten im Rheintal Niedrigschallschutzwände unterschiedlicher Bauarten von verschiedenen Herstellern installiert. In den historischen, teilweise durch UNESCO-Welterbe geschützten Ortschaften ist es nicht möglich, konventionelle Lärmschutzwände aufzustellen. Die Mittel zur Finanzierung wurden dabei aus dem Konjunkturpaket II bereitgestellt. Auch auf dem BASF-Gelände in Ludwigshafen und in Garßen bei Celle wurden Niedrigschallschutzwände installiert. Im November 2012 bescheinigten Messungen einer Niedrigschallschutzwand in Oberwesel an der linken Rheinstrecke nur geringe Wirkung. Die Situation verbessern könnte eine Erhöhung der Höhe von 55 cm auf 74 cm über Schienenoberkante sowie die Errichtung einer Mittelwand zwischen den beiden Streckengleisen.
Teilweise sind Niedrigschallschutzwände zu Testzwecken auch an Stellen ohne Bebauung errichtet worden, um Messungen aus verschiedenen Entfernungen durchführen und so Erkenntnisse zur Wirksamkeit gewinnen zu können.
Im Frühsommer 2014 wurden auf der Bahnstrecke Tüßling–Burghausen 1,6 Kilometer Niedrigschallschutzwand auf dem Stadtgebiet von Burghausen installiert, nachdem ein vorab durchgeführtes schalltechnisches Gutachten eine Verminderung der Lärmemissionen durch diese Maßnahme prognostizierte. Die Montage der Lärmschutzelemente dauerte bei gesperrter Strecke 18 Stunden.
Im Sommer 2019 wurde in Nordhorn an der Bahnstrecke Gronau–Coevorden der Bentheimer Eisenbahn eine Kombination aus Schienenstegdämpfern, Niedrigschallschutzwänden und Schallschutzplatten an Brückengeländern installiert, um ein unterhalb der Strecke geplantes Neubaugebiet abzuschirmen. Nach der hierfür erstellten Schallprognose ist diese Ausführung gleichwertig mit einer 6 Meter hohen (konventionellen) Schallschutzwand.